# 哈利法克斯法院大楼

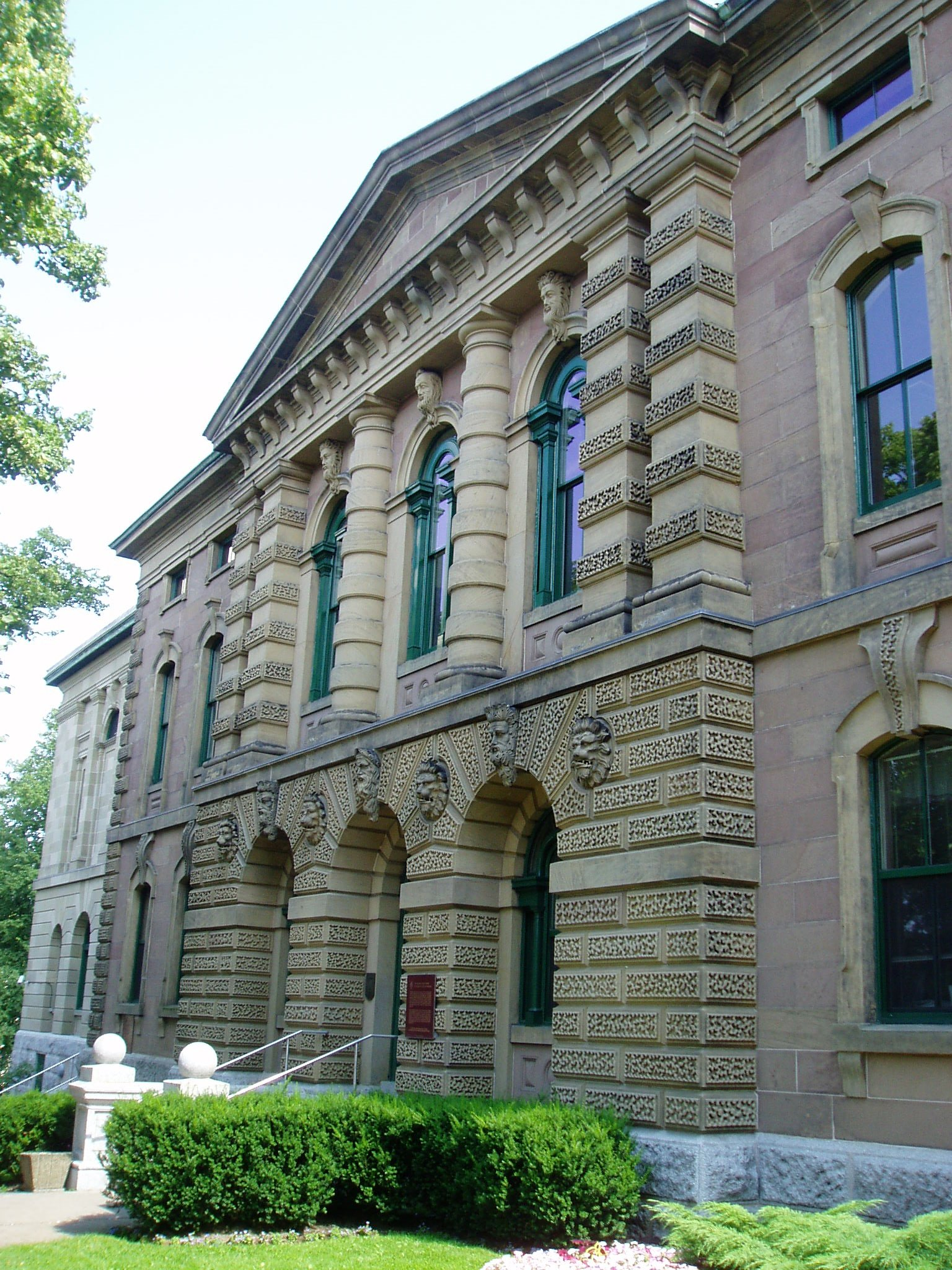
哈利法克斯法院大楼

哈利法克斯法院大楼（英語：Halifax Court House）是新斯科舍省哈利法克斯市中心的一座历史建筑。其主要部分于1863年完工，新建的东翼建于1930年。该建筑为意大利文艺复兴风格，由多伦多建筑师威廉·托马斯设计。
1969年，该建筑公布为加拿大国家历史遗产。